# コマツNTC
コマツNTC株式会社は、富山県南砺市に本社を置く工作機械メーカーである。
主力製品には専用工作機（トランスファーマシン）、研削盤、マシニングセンタ、クランクシャフト加工機、ワイヤソーなどがある。

## 事業所
- 本社・富山工場 - 富山県南砺市福野100
- 福野工場 - 富山県南砺市野尻641

## 沿革

### 旧トヤマキカイ
- 1950年（昭和25年） - 福野鋼板工業株式会社創業。
- 1963年（昭和38年） - 株式会社トヤマキカイに改称。
- 1970年（昭和45年） - 東京証券取引所2部上場。

### 旧日平産業
- 1938年（昭和13年） - 浦賀船渠の全額出資により大日本兵器株式会社創業。
- 1945年（昭和20年） - 日平産業株式会社に改称。
- 1954年（昭和29年） - 会社更生法を申請。
- 1972年（昭和47年） - 東京証券取引所2部上場。

### 合併後
- 1984年（昭和59年） - トヤマキカイ（旧東洋紡系）と日平産業（旧丸紅系）が合併。株式会社日平トヤマに改称。
- 2008年（平成20年）
  - 株式公開買付けにより小松製作所の連結子会社になる。のちに同社の完全子会社となり、上場廃止。
  - 10月 - 社名をコマツNTC株式会社に変更。
- 2011年（平成23年）4月 - 小松製作所の既存の子会社コマツ工機と合併。また、本社を東京都品川区から富山県南砺市へ移転。